# 广西交通投资集团
廣西交通投資集團有限公司，簡稱廣西交通投資集團、廣西交通投資（英語：Guangxi Communications Investment Group Company Limited），是一家中国的建筑公司。

## 历史
在2008年由广西壮族自治区人民政府批准成立，也就是由27家企業組成基建集團。主要業務高速公路等重大交通基础设施建设与经营；交通设施养护、维护、收费；对房地产、金融、物流、资源开发、交通、能源、市政设施、建筑等行业的投资、建设与管理以及国际经济技术合作。而董事長為余昌文。旗下上市公司1家，名為广西五洲交通股份有限公司（上交所：600368）。總部位於中国广西南宁市金浦路22号。

## 連結
- GXJTTZJT.com （页面存档备份，存于）